# 武蔵小室藩
武蔵小室藩（むさしこむろはん）は、武蔵国足立郡（現在の埼玉県北足立郡伊奈町）小室に存在した藩。

## 藩史
小田原征伐後、関東に入部した徳川家康は、譜代の臣・伊奈忠次に小室など1万3000石を与えた。これが小室藩の立藩である。忠次は大久保長安と並ぶ徳川家中における行政官僚であり、関東代官として徳川直轄領のうち100万石の実質的な行政を任されていた。忠次は家康の期待に応えて伝馬制度、新田開発、治水工事、民政、農政に尽力し、家康が天下の覇権を掌握した後は家康の側近となって幕府初期の内治に大きな功績を挙げた。また、忠次は大河内久綱（松平信綱の父）や坪井長勝など、多くの人材を育て上げている。忠次は慶長15年（1610年）6月に病死し、跡を嫡男の伊奈忠政が継いだ。忠政は大坂の陣で戦功を挙げたが、元和4年（1618年）3月に死去した。その跡を伊奈忠勝が継いだが、忠勝は翌年8月に9歳で夭折する。当然、9歳の幼児に嗣子がいるはずもなく、伊奈家は無嗣断絶で改易となり、小室藩も廃藩となった。
しかし幕府は、家康時代の功臣の家柄が断絶することを惜しみ、特別の計らいで忠勝の弟・伊奈忠隆に旧領小室のうちで1186石を与え、伊奈家を旗本としてなおも存続させた。旗本伊奈家は伊奈忠尊の代に一旦改易されたものの、やはり忠次の功績の大きさから後に再興されて明治維新まで存続している。
小室藩の陣屋跡は、田中家が「御山預かり」として管理をした。嘉永3年（1850年）の屋敷絵図では、陣屋の面影はなく、域内には12軒の農家の屋敷が存在していた。昭和に入って埼玉県の史跡指定を受け、土地の現状変更ができず当時の面影を色濃く残している。

## 歴代藩主
伊奈家
譜代 1万3000石
1. 忠次（ただつぐ）
2. 忠政（ただまさ）
3. 忠勝（ただかつ）